# Dicranomyia (Nealexandriaria) brevissima
Dicranomyia (Nealexandriaria) brevissima is een tweevleugelige uit de familie steltmuggen (Limoniidae). De soort komt voor in het Oriëntaals gebied.